# 特里內群島
68°24′S 78°23′E / 68.400°S 78.383°E
特里內群島是南極洲的群島，處於韋斯特福爾山脈東北端，該群島根據挪威探險隊拍攝的空中照片被繪入地圖，現時由南極條約體系管理。